# Orthogrammica trimeni
Orthogrammica trimeni là một loài bướm đêm trong họ Noctuidae.